# Cochranella litoralis
Cochranella litoralis es una especie de anfibio anuro de la familia de las ranas de cristal (Centrolenidae). Habita en los bosques tropicales de la vertiente pacífica en Colombia y Ecuador.